# Agnès Lefort
Pour les articles homonymes, voir Lefort.
Marie-Agnès Lefort, née le 5 janvier 1891 à Saint-Rémi et morte le 9 février 1973 à Montréal, est une artiste peintre canadienne, éducatrice et galeriste vivant au Québec.

## Biographie
Elle est née à Saint-Rémi et a été formée par les Ursulines à Trois-Rivières. Elle a ensuite étudié l'art au Monument-National de Montréal avec Joseph Saint-Charles, Charles Gill et Edmond Dyonnet ; en 1917, elle remporte la médaille décernée annuellement pour le dessin. Elle a également entrepris des études privées en peinture de portraits avec Joseph Saint-Charles et en peinture "plein-air" avec John Young Johnstone. En 1923, Lefort commence à exposer avec l'Art Association of Montreal et l'Académie royale canadienne. En 1935, elle expose en solo à la galerie d'art Eaton. Elle a assisté à la Conférence des artistes canadiens de 1941 à Kingston, maintenant connue sous le nom de "Conférence de Kingston". Elle a également été membre fondateur de la Fédération des artistes canadiens. Son travail a été inclus dans l'exposition "Pintura Canadense Contemporanea" à Rio de Janeiro en 1944. Lefort a également exposé à la Galerie l'Art Français à Montréal. En 1950, elle se retire de la peinture. Elle inaugure sa première galerie (galerie Agnès Lefort) à Montréal sur la rue Sherborooke Ouest. Et plus tard la galerie Godard Lefort,. Cette galerie d'art est considérée comme l'une des plus importantes galeries d'avant-garde à Montréal.
Elle a enseigné l'art dans son studio et dans deux écoles: Miss Edgar et Miss Cramp's School à Westmount. Elle a également donné des conférences à la radio sur l'histoire de l'art.
Lefort est décédée à Montréal à l'âge de 82 ans.
Son travail fait partie des collections du Musée national des beaux-arts du Québec et du Musée des beaux-arts de Montréal.

## Œuvres
- Le Bassin Victoria, Musée des beaux-arts de Sherbrooke
- La Madone des îles, 1938, Musée national des beaux-arts du Québec[5]
- Portrait de M. Louis Bourgoin, 1938, Musée des beaux-arts de Montréal
- Le Petit Joueur de musique à bouche, 1938 ?, Musée national des beaux-arts du Québec[6]
- Vers la montagne bleue, 1943, Musée national des beaux-arts du Québec[7]
- Lise, 1944, Musée national des beaux-arts du Québec[8]
- Mes fleurs, 1944, Musée national des beaux-arts du Québec[9]
- Sans titre, 1948, Musée d'art de Joliette[10]
- Nature morte au poisson rouge, 1950, Galerie Leonard & Bina Ellen, Université Concordia